# Jean Paulhan
Pour les articles homonymes, voir Paulhan.
Jean Paulhan est un écrivain, critique littéraire et éditeur français né à Nîmes le 2 décembre 1884 et mort à Neuilly-sur-Seine le 9 octobre 1968.
Il est successivement secrétaire puis rédacteur en chef et enfin gérant de La Nouvelle Revue française (NRF) de 1920 à 1968.

## Biographie
Fils du philosophe Frédéric Paulhan, Jean Paulhan étudie la psychologie française dans le sillage de Pierre Janet et de Georges Dumas. Il écrit dans des revues de philosophie, comme La Revue philosophique de la France et de l'étranger, ou de sciences sociales, comme Le Spectateur. Il fréquente assidûment les milieux anarchistes et s'intéresse déjà aux lieux communs et aux proverbes, thèmes auxquels il pense consacrer sa thèse. À la fin de 1907, il part pour Madagascar alors colonie française, où il enseigne principalement le français et le latin — occasionnellement aussi la gymnastique — au lycée de Tananarive. C'est là qu'il recueille des textes populaires malgaches, les hain-teny, qui prolongent sa réflexion sur la logique de l'échange.
De retour en France à la fin de 1910, il donne des cours de langue malgache à l'École des langues orientales. Il fait paraître en 1913, chez l'éditeur Paul Geuthner, le recueil de poésies populaires malgaches qui le fait connaître auprès des écrivains, notamment de Guillaume Apollinaire.
À la déclaration de la guerre, il est affecté au 9e régiment de zouaves, où il obtient le grade de sergent. Il est blessé pendant la nuit de Noël 1914. Cette expérience, au cours de laquelle il découvre en lui un patriotisme qu'il ne se connaissait pas, l'incite à prendre les notes qui deviendront son premier récit publié, Le Guerrier appliqué, modèle de tenue stylistique et mentale devant la catastrophe, et sur lequel Alain et Paul Valéry se montrent très élogieux.
Après la guerre, il se lie avec Paul Éluard et André Breton, mais devient en 1919 le secrétaire de Jacques Rivière, à la NRF. Il contribue à organiser le Congrès de Paris sur les directions de l'esprit moderne, participe à la revue présurréaliste Littérature et fait à la NRF le plein apprentissage de la direction de revues. Le pluriel s'impose, car Paulhan aura veillé à conserver plusieurs revues à sa main : Commerce, Mesures et les Cahiers de la Pléiade. Gestion des abonnés, alimentation des rubriques, contact avec les écrivains, ses activités à la NRF forment le creuset d'une activité littéraire et éditoriale exceptionnelle. La Haute Commission interalliée des territoires rhénans (HCITR) le consulte pour le lancement d'un magazine littéraire bilingue destiné aux élites allemandes, la Revue rhénane : il recommande un jeune collaborateur de la NRF, Alexandre Vialatte, comme correspondant à Mayence. Après la mort de Jacques Rivière, emporté par une fièvre typhoïde en février 1925, Paulhan incarne naturellement, aux yeux de Gaston Gallimard, le point d'équilibre entre expérience et modernisme.
De 1925 à juin 1940, Jean Paulhan dirige donc la principale revue littéraire d'Europe, signant un certain nombre d'articles sous le pseudonyme de Jean Guérin. Les années qui suivent sont écrasantes, mais d'une grande richesse intellectuelle et humaine. Paulhan y pratique l'amitié, et observe l'attitude, faite de haine et d'amour, des écrivains devant le langage. Il appelle « Rhétoriqueurs » ceux qui ont confiance dans la capacité du langage à exprimer ce qu'ils ont à dire, et à l'inverse « Terroristes » ceux qui voient d'abord dans le langage un obstacle à l'expression. En 1932, il s'installe à Châtenay-Malabry au 29, rue Jean-Jaurès, et devient conseiller municipal de 1935 à 1941 avec son ami le docteur Henri Le Savoureux, sur la liste SFIO de Jean Longuet, le petit-fils de Karl Marx.
En juin 1940, il emménage au 5, rue des Arènes à Paris où il restera jusqu'à son décès. Une plaque commémorative est apposée sur la façade. En juillet de la même année, il tente de persuader ses amis de l'échec inévitable de toute collaboration. Au cours du mois d'août 1940, il accorde brièvement du crédit au positionnement du maréchal Pétain.
Pendant la Seconde Guerre mondiale, il entre dans une clandestinité partielle et travaille à la revue Résistance, puis fonde, avec Jacques Decour, les Lettres françaises. Il soutient les Éditions de Minuit fondées par Vercors et Pierre de Lescure, qui publient clandestinement Le Silence de la mer de Vercors. Ses activités sont connues des Allemands et lui valent une première arrestation. Après une semaine d'interrogatoire à la prison de la Santé, il est libéré grâce à l'intervention auprès d'Otto Abetz de l'écrivain collaborateur Pierre Drieu la Rochelle, son directeur au sein de la maison Gallimard.

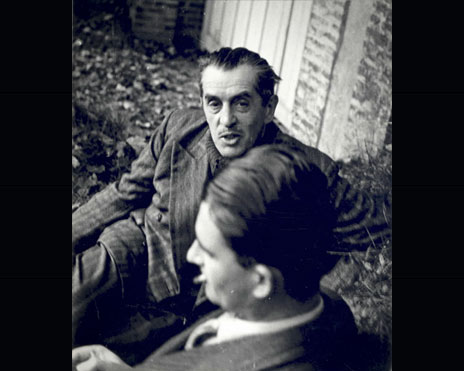
Jean Paulhan et Jean Blanzat dans la clandestinité en 1944.

En mai 1944, Élise Jouhandeau dénonce à la Gestapo Jean Paulhan comme « Juif », et Bernard Groethuysen, comme « communiste ». Marcel Jouhandeau prévient ainsi Paulhan de l'acte de sa femme : « Ce que j'aime le plus au monde a dénoncé ce que j'aime le plus au monde[réf. nécessaire] ». Jean Paulhan sera précisément prévenu de l'heure du « retour des mêmes personnages » (ceux de la Milice, plus probablement que ceux de la Gestapo) par un coup de fil de Gerhard Heller. Le jour où Louis Martin-Chauffier se fait arrêter à Lyon, Paulhan s'enfuit par les toits de la rue des Arènes et part alors se cacher chez Georges  Batault (de l'Action française), qui collabora, en  1910, au Spectateur de René  Martin-Guelliot, et qui est le beau-frère du Dr Henri Le Savoureux, 17, rue Marbeau. Il écrit là plusieurs des Causes  célèbres. Il vit dans la clandestinité de mai à août 1944. À Pourrat, le « Jeudi », (c.p. 12 mai 1944), Paulhan écrit qu’à la suite d’un incident, il lui a fallu quitter la rue des Arènes pour la banlieue. À Pareau : « Vous connaissez la définition de la démocratie : “quand on vous réveille à 7 h., c’est pour vous apporter du lait”. Précisément ce qui s’est passé. Ce n’était pas du lait. ».

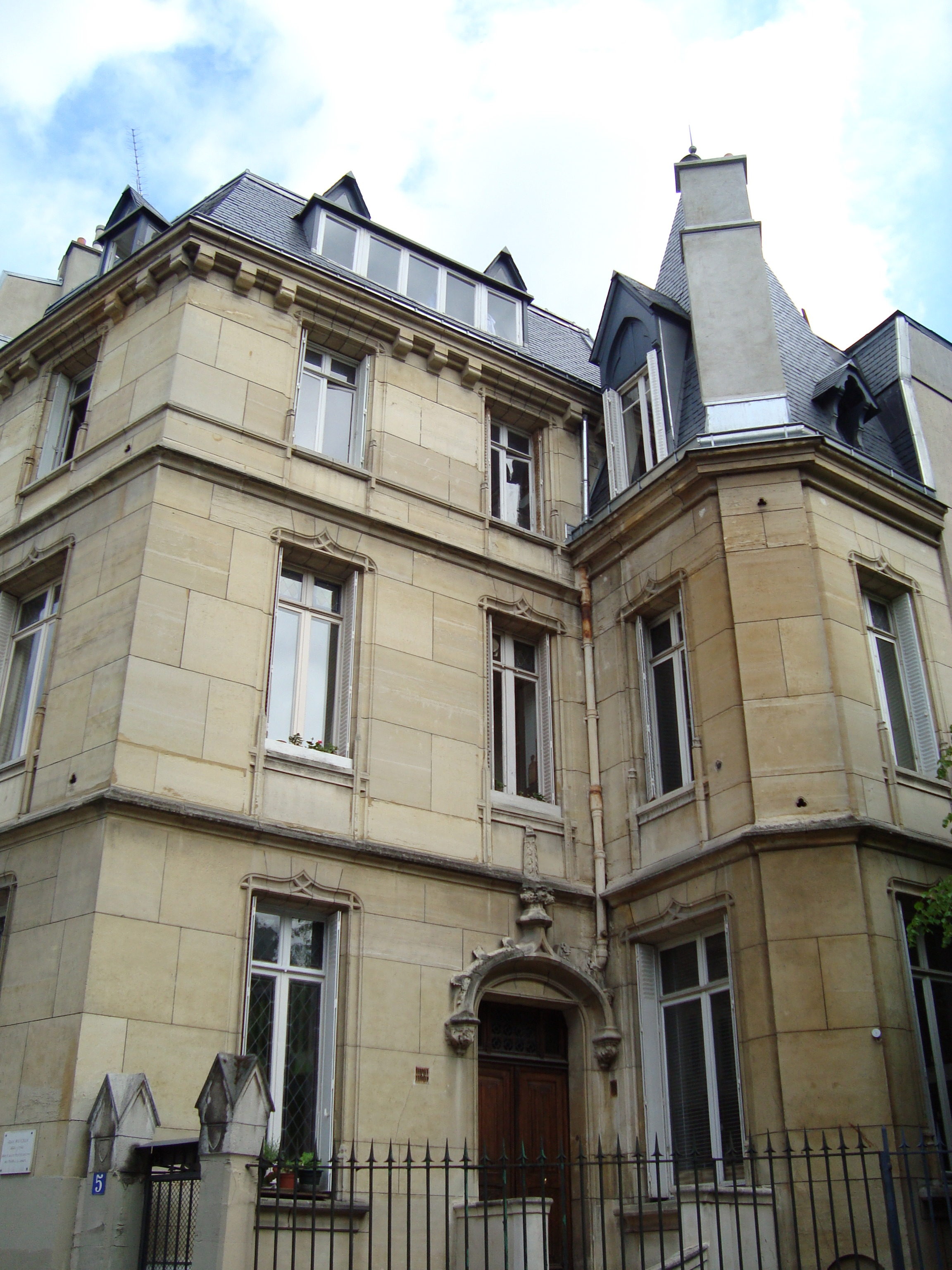
L'hôtel particulier au 5, rue des Arènes à Paris où vécut Jean Paulhan.

Après la Libération, il accepte de participer à la revue dirigée par Jean-Paul Sartre, Les Temps modernes, mais sous le pseudonyme de Maast. L'évolution du Comité national des écrivains, initialement organe de résistance des écrivains et des intellectuels français, qui s'assigne pour tâche, sous la férule de Louis Aragon, une épuration de la littérature française, oblige Jean Paulhan à remettre en cause le principe d'une épuration et à prendre la défense d'écrivains « collaborateurs », non pour les justifier, mais pour leur permettre d'être à nouveau publiés. Quittant Les Lettres françaises en 1947, il dénonce alors les « vertueux » résistants littéraires de l'après-guerre devenus censeurs, notamment dans sa Lettre aux directeurs de la Résistance, et ose publier à nouveau Louis-Ferdinand Céline. Dans le même esprit, il écrit des articles pour la Revue de la Table ronde, éditée par la maison d'édition du même nom, où se retrouve la droite littéraire de l'après-guerre.
Après avoir dirigé de 1946 à 1952 la revue Les Cahiers de la Pléiade pour Gallimard, il reprend la direction de la NRF après que celle-ci a été autorisée à reparaître, d'abord en janvier 1953, sous le titre Nouvelle Nouvelle Revue française, puis sous son titre initial, à partir de janvier 1959. 
En janvier 1955, Jean Paulhan fait l'expérience de la mescaline avec la poétesse Edith Boissonnas et l'écrivain Henri Michaux. Cette prise de drogue hallucinogène fera l'objet, chez chacun d'eux, de publications : Rapport sur une expérience, de Jean Paulhan (publié dans ses œuvres complètes), Mescaline, d'Edith Boissonnas (La NRF, mai 1955), Misérable miracle, de Henri Michaux (Éditions du Rocher, 1956).
Sa collaboration avec Marcel Arland, codirecteur de la NRF, devient de plus en plus tendue. Sans abandonner le terrain de la littérature contemporaine, il travaille à ses œuvres complètes, qui seront publiées, dans leur première édition, chez l'éditeur Claude Tchou, de 1966 à 1970. 
Il est élu membre de l'Académie française le 24 janvier 1963 par dix-sept voix contre dix pour le duc de Castries (son épée d'académicien est conçue par le peintre Robert Wogensky).
Jean Paulhan est inhumé au cimetière parisien de Bagneux (73e division). Sa seconde épouse, Germaine Paulhan, est décédée en 1976.

## Bilan et postérité

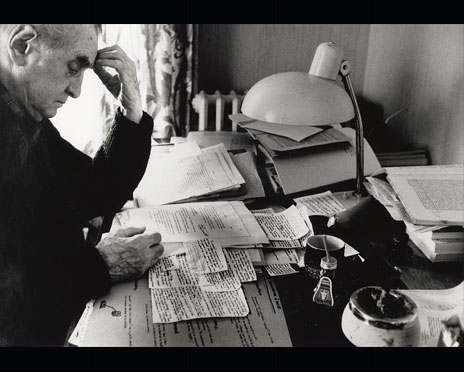
Jean Paulhan en 1967.

Son œuvre comporte des récits mais également des écrits sur l'art (le cubisme et ce que dans un ouvrage de 1962 il nommait lui-même L'Art informel). Avec Jean Dubuffet, il contribue à la définition du concept d'art brut. Il entretient également une intense correspondance avec certains artistes, comme Gaston Chaissac ou encore Yolande Fièvre, dont il célèbrera notamment les "orinoscopes".
Son influence dans la « République des lettres » de l'immédiat après-guerre lui attire une spirituelle mise en boîte de la part de Boris Vian : dans l'Automne à Pékin (où il n'est question ni d'automne, ni de Pékin), le très pontifiant et très ridicule président du Conseil d'administration de la société qui bâtit un chemin de fer en Exopotamie est le baron Ursus de Jeanpolent, une allusion transparente.
En 1974, quelques années après sa mort, une exposition rendant hommage à la réflexion artistique menée par Paulhan sera d'ailleurs organisée au Grand Palais, à Paris. Intitulée, Jean Paulhan à travers ses peintres, elle montrera au public certains de ses manuscrits ainsi qu'un extrait de sa monumentale correspondance et mettra à l'honneur les peintures de Braque, Picasso, Chirico, Chaissac, Dubuffet, Fièvre, etc.
Toutefois, c'est surtout pour ses essais sur le langage et sur la littérature qu'il a acquis sa célébrité : Les Fleurs de Tarbes ou la Terreur dans les lettres, À demain la poésie, Petite préface à toute critique. Si une grande partie de son immense correspondance reste inédite, un intéressant choix de lettres, ainsi que son dialogue avec Paul Éluard, André Lhote, François Mauriac, Jean Grenier, Georges Perros, Francis Ponge, André Suarès, Marcel Arland, André Gide, Michel Leiris, Jacques Chardonne, Armand Petitjean, André Pieyre de Mandiargues, est déjà accessible, comme ses lettres écrites de Madagascar (1907-1910). Ses correspondances avec Gaston Gallimard, Franz Hellens, Marcel Jouhandeau ou Jacques Rivière sont également en cours de publication. 
Les archives de Jean Paulhan sont déposées à l'Institut mémoires de l'édition contemporaine. Les cinq premiers volumes de ses œuvres complètes ont paru en 2006, 2009, 2011 et 2018 chez Gallimard, dans une édition établie par Bernard Baillaud ; deux autres volumes suivront : les écrits sur l'art et les écrits politiques.

## Distinctions et hommage
- Grand officier de la Légion d'honneur
- Croix de guerre 1914–1918
- Médaille de la Résistance française
- Allée Jean-Paulhan (7e arrondissement de Paris)

## Pseudonyme
Jean Paulhan utilise le pseudonyme Maast pour, entre autres, ses publications dans la revue Les Temps modernes dirigée par Jean-Paul Sartre, la revue Les Cahiers du Sud dirigée par Jean Ballard, la revue Fontaine et les éditions de Minuit.

## Écrits publiés
Avec dates de première édition et d'édition révisée par l'auteur :
- Les Hain-Tenys Merinas (Imprimerie Nationale, 1912 ; rééd. P. Geuthner, 1913)
- Le Guerrier appliqué (Edward Sansot, 1917)
- Jacob Cow le Pirate ou Si les mots sont des signes (Au sans pareil, 1921)
- Le Pont traversé (Camille Bloch, 1921)
- Expérience du proverbe (Hors Commerce, 1925)
- La Guérison sévère (NRF, 1925)
- Sur un défaut de la pensée critique (Hors Commerce, 1928)
- Les Hain-Tenys, poésie obscure (Société de conférences, 1930 ; rééd. NRF, 1938)
- Entretien sur des faits divers (Société des médecins bibliophiles, 1930 ; rééd. Gallimard, 1945)
- Les Fleurs de Tarbes, ou la Terreur dans les lettres (Gallimard, 1936 et 1941)
- Note pour : Frédéric Paulhan. Réflexions (1939)[17]
- Jacques Decour (Lettres françaises clandestines, 1943)
- Aytré qui perd l'habitude (La Nouvelle Revue Belgique, 1943)
- Clef de la poésie (coll. « Métamorphoses », Gallimard, 1945)
- F.F. ou le Critique (Gallimard, 1945)
- Sept pages d'explications (NRF, 1945)
- [Maast] Sept causes célèbres (Fontaine, 1946)
- Braque le patron (Fernand Mourlot - Éd. des Trois collines, 1947)
- À demain la poésie (Clairefontaine, 1947)
- La Métromanie, ou les Dessous de la capitale (Éd. du Pavois, 1947)
- Lettre aux membres du C.N.E. (Les Nouvelles Épitres, 1947)
- [Maast] Sept nouvelles causes célèbres (Minuit, 1947)
- Guide d'un petit voyage en Suisse (Gallimard, 1947)
- Dernière lettre [aux membres du C.N.E.] (Les Nouvelles Épitres, 1947)
- Le Berger d’Écosse (Presses du livre français, 1948)
- De la paille et du grain (Gallimard, 1948)
- Fautrier l'Enragé (A. Blaizot, 1949)
- Petit livre - à déchirer (PAB, 1949)
- Secrets (La Presse à bras, 1949)
- Les Causes célèbres (Gallimard, 1950)
- Lettre au médecin (Pierre Bettencourt, 1950)
- Les Gardiens (Mercure de France, 1951)
- Le Marquis de Sade et sa complice, ou les Revanches de la pudeur (Lilac, 1951)
- Petite préface à toute critique (Éd. de Minuit, 1951)
- L'Aveuglette (Le Point du jour, 1952)
- Lettre aux directeurs de la Résistance (Éd. de Minuit, 1952)
- La Preuve par l'étymologie (Éd. de Minuit, 1953)
- Les Paroles transparentes (Bibliophiles de l'Union française, 1955)
- Traité des figures ou la rhétorique décryptée (Éd. de Minuit, 1956)
- Germaine Richier (Hautefeuille, 1957)
- Le Clair et l'Obscur (NRF, 1958)
- G. Braque (Lab. Chantereau, 1958)
- De mauvais sujets (Bibliophiles de l'Union française, 1958 ; Estienne, 1962)
- Karskaya (PAB, 1959)
- L'Art informel : éloge (Gallimard, 1962)
- Discours de réception à l'Académie française (L. Carré, 1964)
- Progrès en amour assez lents (Tchou, 1968)

Écrits publiés à titre posthume :
- La vie est pleine de choses redoutables (Seghers, 1989 ; rééd. Claire Paulhan, 1990)
- Chroniques de Jean Guérin, 1927-1940 (Éditions des Cendres, 1991)
- Le Grand Scandale de la philosophie (Fata Morgana, 2006)
- Mescaline 55 avec Édith Boissonnas et Henri Michaux (Claire Paulhan, 2014)

## Correspondance
- 226 lettres de Jean Paulhan, Contribution à l'étude du mouvement littéraire en France 1963-1967[18], Klincksieck, 1975.
- Choix de lettres I, 1917-1936, La littérature est une fête (1986)
- Choix de lettres II, 1937-1945, Traité des jours sombres (1992)
- Choix de lettres III, 1946-1968, Le Don des langues (1996)
- Catherine Pozzi & Jean Paulhan, Correspondance 1926-1934, Éditions Claire Paulhan, 1999.
- Michel Leiris & Jean Paulhan, Correspondance 1926-1962, Éditions Claire Paulhan, 2000.
- François Mauriac & Jean Paulhan, Correspondance 1925-1967, Éditions Claire Paulhan, 2001.
- Lettres de Madagascar, 1907-1910, éditions Claire Paulhan (2007)
- Correspondance Jean Paulhan-Roger Caillois, annotée par Odile Felgine et Claude Pérez, Gallimard, Paris, 1991
- Correspondance avec André Pieyre de Mandiargues, Gallimard (2009)
- Correspondance avec Paul Éluard, 1919-1944, édition établie par Odile Felgine et Claude Pérez, édit. Claire Paulhan, Paris, 2003
- Correspondance avec Valery Larbaud. 1920-1957, édition établie et annotée par Jean-Philippe Segonds, Paris, Gallimard, (2010).
- Correspondance avec Armand M Petitjean. 1934-1968, Gallimard (2011)
- Correspondance avec Georges Perros, 1951-1957, Calligrammes (1987)
- Correspondance Chardonne/Paulhan, 1928-1962, préfacée par François Sureau (Stock) ; la plupart des lettres de Paulhan n'ont pas été conservées par Chardonne, 1999
- Jean Paulhan & Georges Perros, Correspondance 1953-1967, Éditions Claire Paulhan, 2009.
- Jean Paulhan - Louis Guilloux, Correspondance 1929-1962, édition établie par Pierre-Yves Kerloc'h, Éditions CNRS, 2010.
- Jean Paulhan, Armand Petitjean, Correspondance 1934-1968, Gallimard, 2011.
- Marc Bernard & Jean Paulhan, Correspondance 1928-1968, Éditions Claire Paulhan, 2013.
- Jean-Richard Bloch & Jean Paulhan, Correspondance 1926-1940, Éditions Claire Paulhan, 2014.
- Pierre Drieu La Rochelle & Jean Paulhan, Correspondance 1925-1944, Éditions Claire Paulhan, 2017.

## Œuvres complètes
- Œuvres complètes, édition établie par Bernard Baillaud, en cours de publication chez Gallimard (7 volumes prévus) :
  - I. Récits (2006) ;
  - II. L'art de la contradiction (2009) ;
  - III. Les Fleurs de Tarbes (2011) ;
  - IV. Critique littéraire, I (2018) ;
  - V. Critique littéraire, II (2018).

## Expositions
- Jean Paulhan à travers ses peintres : Pierre Alechinsky, Victor Brauner, Georges Braque, Alexandre Bonnier, Bernard Dufour, Jean Dubuffet, Giorgio de Chirico, Oskar Kokoschka, André Masson, Chaïm Soutine, Guy de Vogüé, Robert Wogensky, Gaston Chaissac, Max Ernst, Jean Fautrier, Marie Laurencin, Robert Lapoujade, Philippe Lepatre, René Laubiès, André Lhote, Paris, Grand Palais, février-avril 1974.

### Filmographie
- Jean Paulhan, le don d'ubiquité (1998), film documentaire de Jérôme Prieur réalisé pour la collection Un siècle d'écrivains.